# Register nesnovne kulturne dediščine
Register nesnovne kulturne dediščine je osrednja zbirka podatkov o nesnovni dediščini, ki se v Sloveniji vodi pri Ministrstvu za kulturo in je del registra kulturne dediščine. Nesnovno kulturno dediščino prestavljajo nesnovne dobrine, kot so prakse, predstavitve, izrazi, znanja, veščine, in z njimi povezane premičnine in kulturni prostori (kjer se ta dediščina predstavlja ali izraža), ki jih skupnosti, skupine in včasih tudi posamezniki prenašajo iz roda v rod in jih nenehno poustvarjajo kot odziv na svoje okolje, naravo in zgodovino, vodi pa se z namenom zagotavljanja informacijske podpore izvajanju varstva dediščine, pa tudi predstavljanju, raziskovanju, vzgoji, izobraževanju in razvijanju zavesti javnosti o dediščini. Register vsebuje osnovne podatke, varstvene podatke in predstavitvene podatke o enotah nesnovne dediščine.

## Postopek vpisa
V 4. točki 7. člena Pravilnika o registru kulturne dediščine, ki ureja tudi področje nesnovne dediščine je zapisano, da pobudo za vpis v register nesnovne dediščine lahko da vsakdo. Predlog za vpis pripravi pristojna organizacija. Predlog vsebuje podatke iz drugega odstavka tega člena. Enoto nesnovne dediščine v register vpiše ministrstvo. Pravilnik je bil sprejet leta 2009, aplikativno pa bi moral biti podprt v 12. mesecih od uveljavitve.

## Zvrsti nesnovne kulturne dediščine
Tabela spodaj prikazuje zvrsti  nesnovne dediščine, ki jih določa Pravilnik o seznamih zvrsti dediščine in varstvenih usmeritvah
| Zvrst                              | Opis | Podzvrsti |
| Ustno izročilo in ljudsko slovstvo | človekove aktivnosti, povezane z jezikovnim izražanjem kot tradicionalnim orodjem za širjenje ljudskega izročila, podatkov in znanja                                     | narečja, pregovori in reki, uganke, šaljivke in vici, pesništvo, pripovedništvo ter mitologija in bajeslovje        |
| Uprizoritve in predstavitve        | oblike glasbenega, pevskega, plesnega ali gledališkega predstavljanja in likovnega izražanja, ki se izvajajo z javnim nastopanjem                                        | gledališke uprizoritve, karnevali, folklorno-turistične prireditve, plesi, glasba, igre (otroške, odrasle, športne) |
| Šege in navade                     | aktivnosti s področja družbene kulture, ki označujejo in razlikujejo praznične in vsakdanje oblike človekovega delovanja, verovanja in vedenja                           | letne šege, šege življenjskega kroga, delovne in pravne šege ter praznovanja v družinskem in skupnostnem okviru     |
| Znanja o naravi in okolju          | izročila o znanju o rastlinskem in živalskem svetu, o vremenu, vodi, prostoru in vesolju                                                                                 | znanja o rastlinskem in živalskem svetu, vremenu, vodi, prostoru, vesolju; zdravilstvo                              |
| Gospodarska znanja in veščine      | znanje in veščine rokodelstva in obrtništva, trgovine in transporta ter znanje in delovne prakse nabiralništva, lovstva, kmetijstva, gozdarstva, rudarstva in industrije | rokodelska in obrtna znanja, trgovina, transport, nabiralništvo, lov, kmetijstvo, gozdarstvo, prehrana, industrija  |
| Ostalo                             | nesnovna dediščina, ki je ni mogoče uvrstiti v nobeno od naštetih zvrsti                                                                                                 | |

## Živa mojstrovina
Živa mojstrovina je nesnovna dediščina, ki je razglašena za spomenik. Razglasitev nesnovne kulturne dediščine pomeni, da lahko kandidira za vpis na Unescov seznam nesnovne kulturne dediščine.